# Olympische Jugend-Sommerspiele 2018/Teilnehmer (Malediven)
| Gelbes Symbol für Goldmedaillen mit stilisierten Olympischen Ringen | Graues Symbol für Silbermedaillen mit stilisierten Olympischen Ringen | Braundes Symbol für Bronzemedaillen mit stilisierten Olympischen Ringen |
| ------------------------------------------------------------------- | --------------------------------------------------------------------- | ----------------------------------------------------------------------- |
| —                                                                   | —                                                                     | —                                                                       |

Die Jugend-Olympiamannschaft der Malediven für die III. Olympischen Jugend-Sommerspiele vom 6. bis 18. Oktober 2018 in Buenos Aires (Argentinien) bestand aus drei Athleten.

## Athleten nach Sportarten

### Leichtathletik
Jungen
- Ibadulla Adam
100 m: 29. Platz

### Schwimmen
| Mädchen - Aishath Khulail 50 m Brust: 39. Platz 100 m Brust: 45. Platz | Jungen - Mubal Ibrahim 50 m Freistil: 43. Platz 100 m Freistil: 45. Platz |